# قلعة سيلي
قلعة سيلي (بالألمانية: Schloss Celle)، أو قصر سيلي: تقع في بلدة سيلي في ولاية سكسونيا السفلى في ألمانيا، وكانت واحدة من مساكن براونشفايغ لونيبورغ.

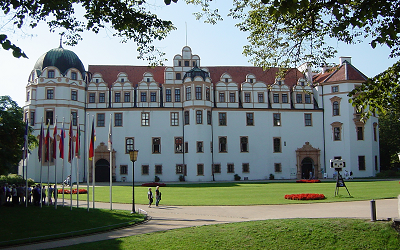
واجهة القلعة الامامية

 للمبنى زوايا رباعية الشكل وهي أكبر قلعة في منطقة هيث لونيبورغ الجنوبية.

## أعلام
- صوفيا أميرة تسيليه

## وصلات خارجية
- Celle Castle
- The Residenz Museum in the Castle
- Celle Castle Theatre